# Алейник, Олег Игоревич
Олег Игоревич Алейник (8 февраля 1989, Гуково, Ростовская область) — российский футболист, полузащитник.

## Карьера
Родился в Гуково, Ростовская область. Воспитанник волгоградского футбола, но первым профессиональным клубом стал клуб с малой родины — «Ростов». В 2006 и 2007 году был заявлен за основную команду, но не сыграл ни одного матча. В 2008 году перешёл в клуб «Москва», где также был заявлен за первую команду, но на поле так и не появился. Первым матч в чемпионатах России сыграл в липецком «Металлурге», в составе которого дебютировал в ФНЛ. Затем перешёл в «Урал». Тем не менее, тем же летом подписал контракт с волгоградским «Ротором», который покинул в июле 2013 года из-за недостаточного количества игрового времени.
30 июля 2013 года стал игроком волгоградской «Олимпии». В феврале 2014 года перешёл в астраханский «Волгарь». Отыграв в клубе два года, перешёл в «Кубань», играющей в ФНЛ.
Позже разгорелся скандал: «Урал» выступил с заявлением, что полузащитник подписал контракт, но Алейник так и не явился на сборы клуба для подготовки к сезону, а подписал контракт с «Кубанью».
Летом 2018 года перешёл в «СКА-Хабаровск».
По окончании сезона 2018/2019 вернулся в «Ротор». В течение сезона включался в символическую сборную ФНЛ.
Вышел с «Ротором» в Премьер-лигу. Спустя сезон перешёл в «Чайку», но после перевода последней во Второй дивизион в том же межсезонье начал выступать за «Балтику».

## Достижения
- Победитель Второго дивизиона / Первенства ПФЛ (зона «Юг») (2): 2011/12, 2013/14
- Победитель Кубка ФНЛ: 2015
- Участие в стыковых матчах за выход в Премьер-лигу: 2015/16

## Статистика
| Сезон   | Клуб                 | Лига                | Чемпионат | Чемпионат | Кубок | Кубок | Дубль | Дубль |
| Сезон   | Клуб                 | Лига                | Игры      | Голы      | Игры  | Голы  | Игры  | Голы  |
| ------- | -------------------- | ------------------- | --------- | --------- | ----- | ----- | ----- | ----- |
| 2006    | Ростов               | РФПЛ                | 0         | 0         |       |       | 22    | 3     |
| 2007    | Ростов               | РФПЛ                | 0         | 0         |       |       | 13    | 1     |
| 2008    | Москва               | РФПЛ                | 0         | 0         |       |       | 18    | 1     |
| 2009    | Москва               | РФПЛ                | 0         | 0         |       |       | 11    | 2     |
| 2009    | → Металлург (Липецк) | Первый дивизион ПФЛ | 12        | 0         |       |       | —     | —     |
| 2010    | Ротор                | Первый дивизион ПФЛ | 21        | 1         | 1     | 0     | —     | —     |
| 2011/12 | Ротор                | Второй дивизион     | 18        | 2         |       |       | —     | —     |
| 2012/13 | Ротор                | Первый дивизион ПФЛ | 8         | 0         | 1     | 0     | —     | —     |
| 2013/14 | Олимпия (Волгоград)  | Второй дивизион     | 19        | 9         |       |       | —     | —     |
| 2013/14 | Волгарь              | Второй дивизион     | 11        | 1         |       |       | —     | —     |
| 2014/15 | Волгарь              | Первый дивизион ПФЛ | 26        | 2         | 1     | 0     | —     | —     |
| 2015/16 | Волгарь              | Первый дивизион ПФЛ | 29        | 12        | 1     | 0     | —     | —     |
| 2016/17 | Кубань               | Первый дивизион ПФЛ | 29        | 2         |       |       | —     | —     |
| 2017/18 | Кубань               | Первый дивизион ПФЛ | 28        | 5         | 1     | 0     | —     | —     |
| 2018/19 | СКА-Хабаровск        | Первый дивизион ПФЛ | 30        | 2         | 1     | 0     | —     | —     |
| 2019/20 | Ротор                | ФНЛ                 | 22        | 2         | 1     | 0     | —     | —     |
| 2020/21 | Ротор                | РПЛ                 | 23        | 0         | 1     | 0     | —     | —     |
| 2021/22 | Балтика              | ФНЛ                 | 11        | 0         | 2     | 0     | —     | —     |